# 6795 Örnsköldsvik
6795 Örnsköldsvik è un asteroide della fascia principale. Scoperto nel 1993, presenta un'orbita caratterizzata da un semiasse maggiore pari a 2,6407363 UA e da un'eccentricità di 0,1222859, inclinata di 5,05166° rispetto all'eclittica.